# The High Llamas
Pour les articles homonymes, voir Llamas.
The High Llamas est un groupe de rock basé à Londres et fondé par le songwriter et guitariste irlandais Sean O'Hagan après la séparation de son groupe Microdisney. Il écrit et arrange les morceaux. Le groupe est également constitué du batteur Rob Allum, de Marcus Holdaway aux claviers et au violoncelle, et de l'ex-bassiste de Microdisney Jon Fell. Le guitariste John Bennett a joué avec eux pendant des années mais les a quittés en 2000. À ce noyau dur s'ajoute le guitariste Pete Aves et le percussionniste Dominic Murcott.

## Discographie

### Albums studio
- 1992 - Santa Barbara (V2 Music/Sony Music)
- 1994 - Gideon Gaye (V2 Music/Sony Music)
- 1996 - Hawaii (V2 Music/Sony Music)
- 1998 - Cold and Bouncy (V2 Music/Sony Music)
- 1999 - Snowbug (V2 Music/Sony Music)
- 2000 - Buzzle Bee (Drag City)
- 2003 - Beet, Maize & Corn (Drag City)
- 2007 - Can Cladders (Drag City)
- 2011 - Talahomi Way (Drag City)
- 2016 - Here Come the Rattling Trees (Drag City)
- 2024 - Hey Panda (Drag City)

### Compilations
- 2003 - Retrospective, Rarities and Instrumentals (V2 Music/Sony Music)